# Airòlas
Eyroles és un municipi francès situat al departament de la Droma i a la regió d'Alvèrnia-Roine-Alps. L'any 2007 tenia 22 habitants.

## Demografia

### Població
El 2007 la població de fet d'Eyroles era de 22 persones. Hi havia 8 famílies de les quals 4 eren unipersonals (4 homes vivint sols) i 4 parelles amb fills.
La població ha evolucionat segons el següent gràfic:
Habitants censats

### Habitatges
El 2007 hi havia 14 habitatges, 10 eren l'habitatge principal de la família, 4 eren segones residències i 1 estava desocupat. 13 eren cases i 1 era un apartament. Dels 10 habitatges principals, 8 estaven ocupats pels seus propietaris, 1 estava llogat i ocupat pels llogaters i 1 estava cedit a títol gratuït; 2 tenien dues cambres, 2 en tenien tres, 2 en tenien quatre i 4 en tenien cinc o més. 5 habitatges disposaven pel capbaix d'una plaça de pàrquing. A 5 habitatges hi havia un automòbil i a 4 n'hi havia dos o més.

### Piràmide de població
La piràmide de població per edats i sexe el 2009 era:
| Homes | Edats   | Dones |
| ----- | ------- | ----- |
| 0     | 95 o +  | 0     |
| 0     | 90 a 94 | 0     |
| 0     | 85 a 89 | 0     |
| 0     | 80 a 84 | 0     |
| 0     | 75 a 79 | 0     |
| 0     | 70 a 74 | 0     |
| 0     | 65 a 69 | 0     |
| 0     | 60 a 64 | 0     |
| 0     | 55 a 59 | 0     |
| 0     | 50 a 54 | 0     |
| 4     | 45 a 49 | 0     |
| 0     | 40 a 44 | 0     |
| 0     | 35 a 39 | 0     |
| 0     | 30 a 34 | 0     |
| 0     | 25 a 29 | 0     |
| 0     | 20 a 24 | 0     |
| 0     | 15 a 19 | 0     |
| 0     | 10 a 14 | 0     |
| 0     | 5 a 9   | 0     |
| 0     | 0 a 4   | 0     |

## Economia
El 2007 la població en edat de treballar era de 17 persones, 12 eren actives i 5 eren inactives. De les 12 persones actives 11 estaven ocupades (6 homes i 5 dones) i 1 aturada (1 home). De les 5 persones inactives 3 estaven jubilades, 1 estava estudiant i 1 estava classificada com a «altres inactius».
Activitats econòmiques
L'únic establiment que hi havia el 2007 era d'una empresa de construcció.
L'únic servei als particulars que hi havia el 2009 era un paleta.
L'any 2000 a Eyroles hi havia 6 explotacions agrícoles.

## Poblacions més properes
El següent diagrama mostra les poblacions més properes.